# Odenwald Brombachtal
Odenwald Brombachtal este o arie protejată (arie specială de conservare — SAC, sit de importanță comunitară — SCI) din Germania întinsă pe o suprafață de 1.472,77 ha, integral pe uscat.

## Localizare
Centrul sitului Odenwald Brombachtal este situat la coordonatele 49°29′17″N 8°52′00″E / 49.4881°N 8.8667°E.

## Înființare
Situl Odenwald Brombachtal a fost declarat sit de importanță comunitară în ianuarie 2005 pentru a proteja 3 specii de plante și 6 specii de animale. Situl a fost protejat și ca arie specială de conservare în ianuarie 2019.

## Biodiversitate
Situată în ecoregiunea continentală, aria protejată conține 8 habitate naturale: Cursuri de apă de la nivel de câmpie la nivel montan, cu vegetație Ranunculion fluitantis și Callitricho-Batrachion, Pajiști uscate europene, Formațiuni ierboase bogate în specii de Nardus, dezvoltate pe substraturi silicioase în zone montane (și în zone submontane, în Europa continentală), Liziere de ierburi înalte hidrofile de câmpie și de nivel montan până la alpin, Fânețe de joasă altitudine (Alopecurus pratensis, Sanguisorba officinalis), Pante stâncoase silicioase cu vegetație casmofită, Păduri de fag Luzulo-Fagetum, Păduri aluvionare cu Alnus glutinosa și Fraxinus excelsior (Alno-Padion, Alnion incanae, Salicion albae).
La baza desemnării sitului se află mai multe specii protejate:
- plante (3): Buxbaumia viridis, mușchi (Dicranum viride), Orthotrichum rogeri
- mamifere (2): liliac cu urechi mari (Myotis bechsteinii), liliac comun (Myotis myotis)
- nevertebrate (3): Euplagia quadripunctaria, phengaris nausithous (Maculinea nausithous), Maculinea teleius
- pești (1): cicar (Lampetra planeri)